# Symfonie nr. 1 (Lutosławski)
Witold Lutosławski voltooide zijn Symfonie nr. 1 in 1947.
Hij werkte er zes jaar aan. Het kostte hem grote moeite om aan deze symfonie te werken. Zijn vaderland werd eerst geteisterd door het Naziregime en vervolgens viel Rusland dan wel de Sovjet-Unie zijn geboorteland Polen binnen. De eerste uitvoering vond plaats op 1 april 1948 en was waarschijnlijk alleen via de radio te beluisteren. De eerste publieke uitvoering vond plaats op 6 april 1948. Beide uitvoeringen werden gedaan door het orkest van de Poolse omroep onder leiding van Grzegorz Fitelberg aan wie het werk is opgedragen.. 
Polen stond toen onder druk van de Sovjet-Unie. In de Sovjet-Unie wilden de autoriteiten af van al te modern muziek. Sommige componisten waaronder Dmitri Sjostakovitsj en, Sergej Prokovjev en hun muziek werden in de ban gedaan. Polen kon dus niet achterblijven. Lutosławski en met name zijn eerste symfonie werd daar het slachtoffer van. De toenmalige minister van Cultuur deed een duit in het zakje met de mededeling na de eerste uitvoering, dat de componist van deze herrie het verdiende om onder de wielen van een auto te eindigen. In mei 1959 werd het werk gerehabiliteerd. 
De componist was het deels met de autoriteiten eens, hij vond dat hij op een dood spoor zat met deze muziek. Na de première moest hij zich in leven houden met het schrijven van muziek voor films en documentaires.

## Muziek
In het totaalbeeld van de klassieke muziek van de 20e eeuw is dit werk gemiddeld modern voor 1948. Deel 3 bevat een variatie op de dodecafonie, een genre dat destijds met name werd vervloekt door de genoemde autoriteiten. Daartegenover staat de klassieke sonatevorm van deel 1, een serieus deel 2 en een scherzoachtig deel 3.
Er zijn vier delen :
1. Allegro giusto
2. Poco adagio
3. Allegretto misterioso
4. Allegro vivace

Lutosławski schreef het voor
- 1 piccolo, 2 dwarsfluiten (II ook piccolo), 3 hobo’s (III ook althobo), 3 klarinetten (I ook esklarinet, III ook basklarinet), 2 fagotten, 1 contrafagot
- 4 hoorns, 3 trompetten, 3 trombones, 1 tuba
- pauken, 3 man/vrouw percussie,  harpen,  piano, celesta
- violen, altviolen, celli, contrabassen

## Discografie
- Uitgave Naxos : Pools Nationaal Radio-Symfonieorkest o.l.v. Antoni Wit (opname 1997)
- Uitgave EMI Classics: idem o.l.v. componist (opname 1976/77)